# 慈昌
慈昌（じしょう、天文13年1月10日（1544年2月2日）
- 元和6年11月2日（1620年11月25日））は、安土桃山時代から江戸時代にかけての浄土宗の僧。号は貞蓮社源誉存応。武蔵国多摩郡由木の出身。
初め武蔵国新座郡の時宗大平山法台寺の蓮阿に師事して出家、一遍の法流を伝えた。1561年（永禄4年）岩瀬大長寺の存貞に従って浄土宗に改宗した。その後武蔵国川越蓮馨寺をへて、1574年（天正2年）与野長伝寺を開創し、1584年（天正12年）には江戸増上寺の12世となる。1590年（天正18年）徳川家康の関東入部にともない師檀の関係を持ち、増上寺は徳川家の菩提寺となった。1598年（慶長3年）増上寺の寺地を現在の芝（東京都港区）に移して、家康の手厚い保護のもと京都知恩院とともに浄土宗の名刹となった。浄土宗法度や浄土宗関東十八檀林制度の議に参加し、また紫衣の綸旨を賜っている。「普光観智国師」の号を贈られた。現在、増上寺山内塔頭に「観智院」がある。